# Gouvernement national (Insurrection polonaise de 1830)
Pour les articles homonymes, voir Gouvernement national.
30 janvier – 9 octobre 1831
 (8 mois et 9 jours)
Entités précédentes :
- Royaume de Pologne ( Empire russe)

Entités suivantes :
- Royaume de Pologne ( Empire russe)

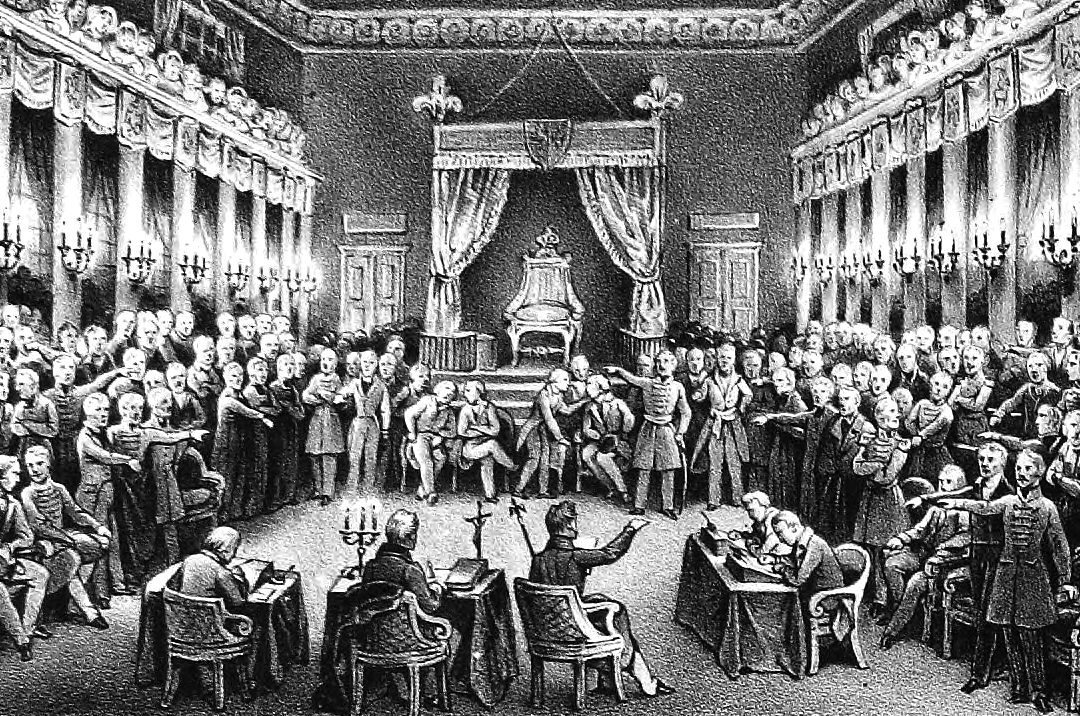
La destitution de Nicolas Ier du trône de Pologne

Le Gouvernement national institué au cours de l'insurrection de 1830-1831 est l'organe suprême du pouvoir exécutif mis en place le 29 janvier 1831 par la Diète polonaise après la destitution le 25 janvier de Nicolas Ier en tant que roi de Pologne.
Il est d'abord présidé par le prince Adam Jerzy Czartoryski, jusqu'à sa démission le 17 août 1831. Varsovie ayant été prise par l'armée russe le 7 septembre, le gouvernement national s'établit à Plock sous la présidence de Bonawentura Niemojowski, puis prend le chemin de l'exil.

## La mise en place du Gouvernement national
L'insurrection contre le tsar de Russie et roi de Pologne Nicolas Ier débute le 29 novembre 1830.
Le 3 décembre, le gouvernement polonais (le « Conseil d'administration », dans la constitution de 1815) intègre quelques insurgés et prend le nom de « Gouvernement provisoire du royaume de Pologne », présidé par le prince Czartoryski.
Le 18 décembre 1830, la diète reconnaît l’insurrection comme « nationale » et donne au commandant-en-chef de l'armée, le général Chlopicki, les pleins pouvoirs, avec l'assistance d'un « Conseil national suprême ».
Le 18 janvier 1831, constatant l'impossibilité de négocier avec le tsar, qui exige la reddition pure et simple, Chlopicki donne sa démission.
Le 25 janvier 1831, la diète vote la déposition de Nicolas Ier du trône de Pologne et quelques jours plus tard, instaure le « gouvernement national », toujours sous la présidence de Czartoryski.
Le 4 février, l'armée russe lance l'offensive contre le royaume insurgé ; il s'ensuit une guerre qui va durer jusqu'en octobre 1831.

## Les membres du Gouvernement national

### Présidents successifs
- Prince Adam Czartoryski : du 30 janvier au 17 août 1831
- Jan Krukowiecki : du 17 août au 7 septembre 1831 (aussi commandant en chef)
- Bonaventure Niemojowski : du 7 septembre au 25 septembre 1831
- Maciej Rybiński : du 25 septembre au 9 octobre 1831 (aussi commandant en chef)

### Chefs des départements et ministres
- Département des Affaires étrangères : Adam Jerzy Czartoryski
  - ministre des Affaires étrangères : Adam Jerzy Czartoryski, puis Théodore Morawski (à partir d'août)
  - vice-ministres : Gustaw Małachowski, puis Andrzej Horodyski (pl) (à partir de juin)

- Département de l'Administration et de la Police : Vincent Niemojowski
  - ministres de l'Intérieur : Bonaventure Niemojowski, puis Antoni Gliszczyński (pl) (à partir de juin)

- Département du Trésor : Teofil Morawski (pl)
  - ministres du Trésor : Aloïse-Prosper Biernacki, puis Leon Dembowski (à partir de juin)

- Département de la Guerre, du Recrutement, de l'Armement et des Approvisionnements militaires[1] : Stanislas Barzykowski
  - ministres de la Guerre : Isidore Krasiński, puis Franciszek Morawski (à partir du 8 mars)

- Département des Cultes, de l'Instruction et de la Justice[2] : Joachim Lelewel
  - ministres des Cultes et de l'Instruction : Aleksander Bniński (pl), puis Kajetan Garbiński (pl) (à partir d'août)
  - ministres de la Justice : Wiktor Rembieliński, puis Franciszek Ksawery Lewiński (à partir d'août), Jean Ulrich Szaniecki (à partir de septembre)

- Secrétaire général du gouvernement : André Plichta

## Historique

### L'importance du «groupe de Kalisz»
Le gouvernement national inclut plusieurs hommes politiques issus du « groupe de Kalisz », formé par des libéraux influencés par la pensée de Benjamin Constant, apparu dès les débuts du royaume de Pologne : en faisaient partie les frères Niemojowski, considérés comme les leaders du groupe, Biernacki, les frères Morawski.

### Le gouvernement Czartoryski (29 janvier-17 août)
Il est pour l'essentiel lié au commandement en chef du général Jan Skrzynecki (25 février-9 août), soutenu par le prince Czartoryski, mais qui, après s'être distingué comme général lors des premiers engagements, se révèle peu à peu manquer de dynamisme en tant que commandant en chef, face à une armée russe qui est pourtant loin de dominer l'armée polonaise.
En juin, le ministre des finances Biernacki donne sa démission.
Le manque d'activité de Skrzynecki en juillet 1831, alors que l'armée russe d'Ivan Paskevitch effectue une grande manœuvre pour revenir attaquer Varsovie par l'ouest, amène sa révocation par la Diète le 9 août. Les 14 et 15 août, des émeutes patriotiques ont lieu à Varsovie, amenant la mort de plusieurs personnes emprisonnées pour suspicion de trahison. Malgré le rétablissement de l'ordre dès le 16 par le général Krukowiecki, gouverneur de Varsovie, Czartoryski démissionne le 17.

## Sources
- (pl) Cet article est partiellement ou en totalité issu de l’article de Wikipédia en polonais intitulé « Rząd Narodowy (powstanie listopadowe) » (voir la liste des auteurs).